# Office Genuine Advantage
Office Genuine Advantage (OGA) – dawny mechanizm sprawdzania legalności klucza produktu pakietu biurowego Office firmy Microsoft. Program obejmował pakiety Microsoft Office XP (2002), Office 2003, Office 2007 oraz Office 2010. Został wycofany w ciągu kilku dni przed 20 grudnia 2010 roku. Występował także jako samodzielny program Powiadomienia o oryginalności pakietu Office (ang. Office Genuine Notifications).